# Brugmansia arborea
Brugmansia arborea ist eine Art aus der Gattung der Engelstrompeten (Brugmansia). Als einzige Art der Gattung wird sie in China zu Nahrungszwecken verwendet.

## Beschreibung
Brugmansia arborea ist ein 1–3 Meter hoher Busch oder großes Kraut. Sie ist fein behaart. Die wechselständigen, gestielten und spitzen Laubblätter sind eiförmig-elliptisch, 20 bis 30 cm lang und 10 bis 15 cm breit. Der Blattrand ist ganz.
Die Blüten erscheinen achselständig und einzeln. Die zwittrigen und weißen Blüten mit doppelter Blütenhülle sind hängend. Der fein behaarte Kelch ist scheidenartig mit drei bis vier langen, priemlichen Zipfeln und bis 12 cm lang, er ist unregelmäßig geöffnet. Die auf den Adern behaarte Blütenkrone ist trompetenförmig, bis 17 cm lang und hat an der Spitze einen Durchmesser von 8 bis 12 cm und fünf lange, schmale Zipfel.
Die Früchte sind ellipsoide, bis 8 Zentimeter lange und grüne, vielsamige, fein behaarte Beeren. Die runzligen, harten Samen sind kantig. Die Früchte werden in Kultur nur selten ausgebildet.

## Rituelle Verwendung
Bei indigenen Völkern gilt die Engelstrompete als heilig und die Priester der andinen Völker haben sie zum Prophezeien, Divinieren und Diagnostizieren geraucht.
Viele andine Völker benutzen die Samen bei religiösen Ritualen und bei Dorffesten, indem sie sie zu Chicha (Maisbier) verarbeiten.

## Medizinische Verwendung
Die Blätter der Brugmansia arborea und anderer Engelstrompeten werden in Peru zur Behandlung von Tumoren benutzt.